# Lassie és a mentőcsapat
A Lassie és a mentőcsapat (eredeti cím: Lassie's Rescue Rangers) amerikai televíziós rajzfilmsorozat, amelyet Hal Sutherland rendezett. Amerikában az ABC vetítette, Magyarországon pedig az RTL Klub sugározta.

## Ismertető
A történet főhőse Lassie, aki egy bátor kutya. A gazdájával, és a gazdájának a barátival, sok kalandot élnek át, és sok feladatot végeznek el. Kalandjuk során sok életmentést tesznek meg.

## Szereplők
| Szereplő | Eredeti hang | Magyar hang | Leírás                |
| -------- | ------------ | ----------- | --------------------- |
| Lassie   | –            | –           | A bátor, mentő kutya. |

## Epizódok
| #   | Magyar cím             | Eredeti cím                               | Magyar premier (RTL Klub) | Eredeti premier (ABC) |
| --- | ---------------------- | ----------------------------------------- | ------------------------- | --------------------- |
| 0.  | ?                      | Lassie and the Spirit of Thunder Mountain | 2010. november 14.        | 1972. november 11.    |
| 1.  | Mentőcsapat veszélyben | The Animals Are Missing                   | 2010. november 20.        | 1973. szeptember 15.  |
| 2.  | Szörnyek az űrből      | Mystic Monster                            | 2010. november 21.        | 1973. szeptember 22.  |
| 3.  | Járvány                | Lassie's Special Assignment               | 2010. november 27.        | 1973. szeptember 29.  |
| 4.  | A zsiványok            | The Imposters                             | 2010. december 4.         | 1973. október 6.      |
| 5.  | Veszélyes rakomány     | Deadly Cargo                              | 2010. december 5.         | 1973. október 13.     |
| 6.  | A grizzly medve        | Grizzly                                   | 2010. december 11.        | 1973. október 20.     |
| 7.  | A tengeralattjáró      | Deepsea Disaster                          | 2010. december 12.        | 1973. október 27.     |
| 8.  | Áramszünet             | Black Out                                 | 2010. december 19.        | 1973. november 3.     |
| 9.  | Alaszkai kaland        | Arctic Adventure                          | 2010. január 8.           | 1973. november 10.    |
| 10. | Az elsüllyedt bárka    | The Sunken Galleon                        | 2011. január 9.           | 1973. november 17.    |
| 11. | Aranybánya             | Goldmine                                  | 2011. január 15.          | 1973. november 24.    |
| 12. | Verseny                | Rodeo                                     | 2011. január 16.          | 1973. december 1.     |
| 13. | Hűhó Hollywood-ban     | Hullabaloo in Hollywood                   | 2011. január 22.          | 1973. december 8.     |
| 14. | A víz az Úr            | Tidal Wave                                | 2011. január 23.          | 1973. december 15.    |
| 15. | Erdei riadalom         | Lost                                      | 2011. január 29.          | 1973. december 22.    |